# واچری شمالی (لوئیزیانا)
واچری شمالی (به انگلیسی: North Vacherie) شهری در ایالت لوئیزیانا کشور ایالات متحده آمریکا است که جمعیت آن در سرشماری سال ۲۰۱۰ میلادی، ۲٬۳۴۶ نفر بوده‌است.